# Индекс автомобильных номеров Азербайджана
Регистрационный номерной знак Азербайджана — государственный номерной знак, применяемый для регистрации легковых и грузовых автомобилей, автобусов, мотоциклов, прицепов и спецтехники.

## История
Во времена вхождения Азербайджана в состав СССР и до 1991 года на территории выдавались регистрационные знаки СССР последнего стандарта единых республиканских серий АГ, АЖ и АЗ для автомобилей, и серий АЗ и АУ — для прицепов.
В 1991 году начали выдаваться первые собственные номера Азербайджана вида «ЦЦБЦЦЦ az», первые две цифры номера обозначали район регистрации.
В 1993 году в Азербайджане начата выдача новых государственных номерных знаков. За основу был взят формат 1991 года, но количество букв было увеличено до двух, цифры и буквы стали разделяться дефисом, а код «AZ» перенесён из конца номера в начало; тогда же на номерах появился флаг Азербайджана.
В 2011 году номера слегка видоизменились: флаг Азербайджана стал прямым (до этого флаг был «развевающийся»). С января 2011 года на регистрационных знаках появились RFID-метки. На однорядных регистрационных знаках метка расположена в левом нижнем углу (фактически — под кодом «AZ»), на двухрядных — справа сверху.
Португальская компания Porta Sabre, Lda поставляет RFID-метки, а также программное обеспечение для системы считывания радио-меток.

## Типы выдаваемых номеров
- 1. Номера для автомобилей, автобусов, автомобильных прицепов.

Выполняются чёрными символами на белом фоне. Формат — две цифры кода, две буквы серии и три цифры; группы разделяются дефисом. В левой части номера (на ранних номерах юридических лиц — в правой) помещается флаг Азербайджана, под которым в прямоугольнике написан автомобильный код страны «AZ». На двухрядном варианте номерного знака флаг с кодом помещаются ближе к левому верхнему углу, в верхнем ряду помещаются две цифры района регистрации, в нижнем — буквенная серия и три цифры, дефисы отсутствуют.
Первая буква А в серии обозначает, что автомобиль зарегистрирован на юридическое лицо, первая буква Z — прицеп, буквосочетание YP — дорожная полиция, AP — полиция
- 2. Номера для транспорта, осуществляющего пассажирские перевозки.

Выполняются белыми символами на синем фоне. Формат номера такой же, как у автомобилей, первая буква серии — Т.
- 3. Номера для мотоциклов.

Выполняются чёрными символами на белом фоне. Номерной знак двухрядный, в левом верхнем углу помещается флаг Азербайджана и код «AZ», в верхнем ряду помещаются две цифры района регистрации и через дефис одна буква, в нижнем — три цифры.
- 4. Номера спецтехники.

Очень похожи на мотоциклетные номера, только буква и три цифры (через дефис) располагаются в нижнем ряду, а район регистрации — в верхнем.
- 5. Транзитные номера.

Выполняются чёрными символами на белом фоне. Формат — две буквы, три цифры (без дефиса), далее следует узкая зелёная полоса с «дробью», где в «числителе» пишется «AZ», а в «знаменателе» — «TR», после чего более мелким шрифтом — две цифры региона регистрации.
- 6. Номера высшего руководства страны.

Вид номерного знака похож на автомобильный, но в номерах отсутствуют дефисы, а флаг из левой части номера перемещён в центр (между буквенной серией и тремя цифрами) и увеличен на всю ширину пластины.
- 7. Дипломатические номера.

Выполняются белыми символами на красном фоне. Первоначальный формат — буква/буквы и пять/четыре цифр(ы), первые три цифры обозначали страну представительства; на двухрядном номере буква помещалась в верхнем ряду, а цифры — в нижнем.
Где-то с 2016 года формат номеров сменился на «ЦЦЦ Б ЦЦЦ», первые три цифры — код страны представительства. При двухрядном исполнении в верхнем ряду располагаются первые три цифры и буква, в нижнем — вторые три цифры. Слева снизу наносится код «AZ», государственный флаг отсутствует. Буквы обозначают следующее:
- - SFR — автомобиль главы дипломатического представительства (код «AZ» на такие номера не наносится);
  - D — автомобиль лиц, имеющих дипломатический статус;
  - T — автомобиль техперсонала диппредставительства.
  - FK — автомобиль почётного консульства (с августа 2015 года).
- 8. Военные номера.

В отличие от многих постсоветских республик, выполняются чёрными символами на белом фоне. За основу первого формата был взят советский стандарт, то есть четыре цифры, разделённые попарно дефисом, и две буквы более мелким шрифтом (на двухрядных номерах цифры помещаются в верхнем ряду, буквы — в нижнем). На более поздних вариантах номеров появляется флаг Азербайджана и код «AZ», причём может рисоваться как в левой части номера, так и в правой.
Где-то с 2014 года военным автомобилям начали выдавать новые номера в формате «Б ЦЦЦ ББ», при этом последние две буквы могут быть уменьшенного размера. При двухрядном исполнении номерного знака в верхнем ряду располагаются две последние буквы, в нижнем — первая буква и три цифры.

### Отменённые типы
- 1. Номера для иностранных граждан.

Выполнялись чёрными символами на светло-оранжевом фоне. формат — буква и шесть цифр (на двухрядном номере буква помещалась в верхнем ряду, а цифры — в нижнем). Слева наносятся государственный флаг и код «AZ». Буква обозначала следующее:
- - K — автомобиль принадлежит иностранному корреспонденту;
  - М — автомобиль принадлежит сотруднику представительства иностранной компании;
  - Н — автомобиль принадлежит иностранному гражданину;
  - Р — автомобиль предназначен для экспорта из страны.

На прицепную и мототехнику, принадлежащие иностранным гражданам, выдавались номерные знаки соответствующего формата, но на светло-оранжевом фоне. В прицепах использовалось буквосочетание ZC, в мотоциклах чаще всего Н.
В августе 2015 года были внесены изменения в «Положение о прохождении механическими транспортными средствами и прицепами госрегистрации в установленном порядке и постановке их на учёт по государственной регистрации», в соответствии с которыми иностранные граждане и лица без гражданства регистрируют транспортные средства на общих основаниях.

## Коды регионов
Первые две цифры регистрационного номера автомобиля обозначают принадлежность к определённому региону:
- 99 = Общий код Азербайджана, не относится к какому-либо региону
- 01 = Апшеронский район
- 02 = Агдамский район
- 03 = Агдашский район
- 04 = Агджабединский район
- 05 = Акстафинский район
- 06 = Ахсуйский район
- 07 = Астаринский район
- 08 = Балакенский район
- 09 = Бардинский район
- 10, 77[2], 90 = Баку
- 11 = Бейлаганский район
- 12 = Билясуварский район
- 14 = Джебраильский район
- 15 = Джалилабадский район
- 16 = Дашкесанский район
- 17 = Шабранский район
- 18 = Ширван
- 19 = Физулинский район
- 20 = Гянджа
- 21 = Кедабекский район
- 22 = Геранбойский район
- 23 = Гёйчайский район
- 24 = Аджигабульский район
- 25 = Гёйгёльский район
- 26 = Ханкенди
- 27 = Хачмазский район
- 28 = Ходжавендский район
- 29 = Хызынский район
- 30 = Имишлинский район
- 31 = Исмаиллинский район
- 32 = Кельбаджарский район
- 33 = Кюрдамирский район
- 34 = Кахский район
- 35 = Казахский район
- 36 = Габалинский район
- 37 = Гобустанский район
- 38 = Гусарский район
- 39 = Кубатлинский район
- 40 = Губинский район
- 41 = Лачинский район
- 42 = Ленкорань
- 43 = Лерикский район
- 44 = Масаллинский район
- 45 = Мингечевир
- 46 = Нафталан
- 47 = Нефтечалинский район
- 48 = Огузский район
- 49 = Саатлинский район
- 50 = Сумгаит
- 51 = Самухский район
- 52 = Сальянский район
- 53 = Сиазаньский район
- 54 = Сабирабадский район
- 55 = Шекинский район
- 56 = Шемахинский район
- 57 = Шамкирский район
- 58 = Шушинский район
- 59 = Тертерский район
- 60 = Товузский район
- 61 = Уджарский район
- 62 = Закатальский район
- 63 = Зердабский район
- 64 = Зангеланский район
- 65 = Ярдымлинский район
- 66 = Евлах

Коды номерных знаков административно-территориальных единиц Нахичеванской Автономной Республики:
- 67 = Бабекский район
- 68 = Шарурский район
- 69 = Ордубадский район
- 70, 75 = Нахичевань
- 71 = Шахбузский район
- 72 = Джульфинский район
- 73 = Садаракский район
- 74 = Кенгерлинский район
- 85 = Нахичеванская Автономная Республика (общие серии)

На территориях, которые до октября 2023 года контролировала Нагорно-Карабахская республика, часть кодов не выдавалась.